# José Herrada
José Herrada Lopez (* 1. Oktober 1985) ist ein ehemaliger spanischer Radrennfahrer.

## Sportliche Laufbahn
José Herrada begann seine Karriere 2006 beim spanischen Continental Team Viña Magna-Cropu. In seiner zweiten Saison dort belegte er auf dem dritten Teilstück der Tour des Pyrénées den zweiten Platz hinter seinem Teamkollegen Sergio Pardilla und wurde auch hinter diesem Zweiter der Gesamtwertung. Bei dem U23-Rennen Tour de l’Avenir 2007 gewann er die sechste Etappe.
Ab 2010 fuhr Herrada für Caja Rural und gewann im selben Jahr eine Etappe bei der Volta a Portugal und entschied die Gesamtwertung des Cinturó de l’Empordà für sich. 2012 wechselte er zu Movistar und gewann 2014 mit diesem Team das Mannschaftszeitfahren der Vuelta a España. 2015 siegte er bei der Klasika Primavera.
Zur Saison 2018 wechselte José Herrada gemeinsam mit seinem Bruder Jésus zum Team Cofidis, Solutions Crédits. Ende 2023 beendete er seine aktive Radsportlaufbahn.

## Erfolge
2007
- eine Etappe Tour de l’Avenir

2010
- eine Etappe Volta a Portugal
- Gesamtwertung und eine Etappe Cinturó de l’Empordà

2014
- Mannschaftszeitfahren Vuelta a España

2015
- Klasika Primavera

## Grand-Tour-Platzierungen
| Grand Tour            | 2012 | 2013 | 2014 | 2015 | 2016 | 2017 | 2018 | 2019 | 2020 | 2021 | 2022 | 2023 |
| --------------------- | ---- | ---- | ---- | ---- | ---- | ---- | ---- | ---- | ---- | ---- | ---- | ---- |
| Giro d’ItaliaGiro     | 44   | 24   | 23   | –    | 62   | 61   | –    | –    | –    | –    | –    | –    |
| Tour de FranceTour    | –    | –    | –    | 65   | –    | –    | –    | –    | –    | –    | –    | –    |
| Vuelta a EspañaVuelta | –    | 12   | –    | –    | 91   | –    | 58   | 75   | 26   | 57   | DNF  | 132  |